# Caja de éxitos
La Caja de éxitos es el primer álbum recopilatorio de toda la trayectoria de la banda española La Quinta Estación, lanzado al mercado el 22 de noviembre del 2007. Contiene dos CD de Flores de alquiler y El mundo se equivoca. También contiene dos DVD del concierto en  Acústico y el de Directo desde Madrid.

## Lista de canciones

### CD1 - Flores de Alquiler
| N.º | Título                                   | Escritor(es)                                   | Duración |  |
| 1.  | «El sol no regresa»                      | Ángel Reyero, Pablo Domínguez                  | 3:48     |  |
| 2.  | «Esperaré Despierta»                     | Natalia Jiménez                                | 3:30     |  |
| 3.  | «Daría»                                  | Ángel Reyero, Pablo Domínguez                  | 3:48     |  |
| 4.  | «Algo más»                               | Armando Ávila, Natalia Jiménez                 | 4:30     |  |
| 5.  | «Flores de alquiler»                     | Pablo Domínguez, Ángel Reyero                  | 3:36     |  |
| 6.  | «Mi ciudad»                              | Natalia Jiménez, Ángel Reyero, Pablo Domínguez | 3:02     |  |
| 7.  | «Busco tu piel»                          | Natalia Jiménez, Ángel Reyero, Pablo Domínguez | 3:26     |  |
| 8.  | «A cada paso»                            | Ángel Reyero, Pablo Domínguez                  | 3:28     |  |
| 9.  | «Niña»                                   | Natalia Jiménez                                | 4:00     |  |
| 10. | «No hay perdón»                          | Natalia Jiménez, Ángel Reyero, Pablo Domínguez | 3:20     |  |
| 11. | «Rompe el mar»                           | Natalia Jiménez                                | 3:15     |  |
| 12. | «Si yo fuera mujer (Se fossi una donna)» | Andrea Mingardi                                | 3:40     |  |
| 13. | «Voy a pasármelo bien»                   | David Summers                                  | 2:59     |  |

### CD2 - El mundo se equivoca
| N.º | Título                        | Escritor(es)                                 | Duración |  |
| 1.  | «Tu peor error»               | Armando Ávila, Ángel Reyero                  | 2:47     |  |
| 2.  | «Ahora que te vas»            | Pablo Domínguez, José Luis Vargas            | 3:48     |  |
| 3.  | «Me muero»                    | Armando Ávila, Natalia Jiménez               | 3:11     |  |
| 4.  | «Para no decirte adiós»       | Ángel Reyero                                 | 3:34     |  |
| 5.  | «Sueños rotos»                | Pablo Domínguez                              | 4:11     |  |
| 6.  | «Nada»                        | Armando Ávila, Pablo Domínguez, Ángel Reyero | 3:14     |  |
| 7.  | «Cosa de dos»                 | Armando Ávila, Ángel Reyero                  | 3:35     |  |
| 8.  | «La frase tonta de la semana» | Ángel Reyero                                 | 4:04     |  |
| 9.  | «Que fui para ti»             | Natalia Jiménez                              | 3:42     |  |
| 10. | «Cartas»                      | Ángel Reyero                                 | 3:46     |  |
| 11. | «El amor no duele»            | Armando Ávila, Natalia Jiménez               | 3:04     |  |
| 12. | «Tan solo quiero amarte»      | Natalia Jiménez                              | 3:21     |  |
| 13. | «Así eres»                    | Natalia Jiménez                              | 3:50     |  |

### DVD1 - Acústico
Concierto

| N.º | Título               | Escritor(es)                   | Duración |  |
| 1.  | «Daría»              | Ángel Reyero, Pablo Domínguez  | 3:48     |  |
| 2.  | «Esperaré Despierta» | Natalia Jiménez                | 3:30     |  |
| 3.  | «Rompe el mar»       | Natalia Jiménez                | 3:15     |  |
| 4.  | «Niña»               | Natalia Jiménez                | 4:00     |  |
| 5.  | «Flores de alquiler» | Pablo Domínguez, Ángel Reyero  | 3:36     |  |
| 6.  | «Perdición»          | Natalia Jiménez                | 3:41     |  |
| 7.  | «El sol no regresa»  | Ángel Reyero, Pablo Domínguez  | 3:48     |  |
| 8.  | «Algo más»           | Armando Ávila, Natalia Jiménez | 4:29     |  |

Videos

| N.º | Título              | Duración |  |
| 1.  | «El sol no regresa» | 3:48     |  |
| 2.  | «Algo más»          | 4:29     |  |
| 3.  | «Daría»             | 3:48     |  |
| 4.  | «Niña»              | 4:00     |  |

### DVD2 - Directo desde Madrid
| N.º | Título                                                                      | Escritor(es)                                                   | Duración |  |
| 1.  | «Cosa de dos»                                                               | Armando Ávila, Ángel Reyero                                    | 3:35     |  |
| 2.  | «El amor no duele»                                                          | Armando Ávila, Natalia Jiménez                                 | 3:04     |  |
| 3.  | «Esperaré Despierta»                                                        | Natalia Jiménez                                                | 3:30     |  |
| 4.  | «Nada»                                                                      | Armando Ávila, Pablo Domínguez, Ángel Reyero                   | 3:14     |  |
| 5.  | «Rompe el mar»                                                              | Natalia Jiménez                                                | 3:15     |  |
| 6.  | «Perdición»                                                                 | Natalia Jiménez                                                | 3:41     |  |
| 7.  | «Algo más»                                                                  | Armando Ávila, Natalia Jiménez                                 | 4:30     |  |
| 8.  | «Flores de alquiler»                                                        | Pablo Domínguez, Ángel Reyero                                  | 3:36     |  |
| 9.  | «Me muero»                                                                  | Armando Ávila, Natalia Jiménez                                 | 3:11     |  |
| 10. | «Por el bulevar de los sueños rotos/El sol no regresa (Con Álvaro Urquijo)» | Joaquín Sabina, Álvaro Urquijo / Ángel Reyero, Pablo Domínguez | 6:00     |  |
| 11. | «Sueños rotos»                                                              | Pablo Domínguez                                                | 4:11     |  |
| 12. | «Para no decirte adiós»                                                     | Ángel Reyero                                                   | 3:34     |  |
| 13. | «La frase tonta de la semana (Con Álex Ubago)»                              | Ángel Reyero                                                   | 3:48     |  |
| 14. | «Que fui para ti»                                                           | Natalia Jiménez                                                | 3:42     |  |
| 15. | «Tu peor error»                                                             | Armando Ávila, Ángel Reyero                                    | 2:47     |  |
| 16. | «Daría»                                                                     | Ángel Reyero, Pablo Domínguez                                  | 3:48     |  |
| 17. | «Niña»                                                                      | Natalia Jiménez                                                | 4:00     |  |